# Trebbiano di Romagna spumante
Il Trebbiano di Romagna spumante è un vino DOC la cui produzione è consentita nelle province di Bologna, Forlì, Ravenna e Rimini.

## Caratteristiche organolettiche
- colore: paglierino più o meno intenso.
- odore: gradevole, caratteristico.
- sapore: secco, amabile o dolce.

## Produzione
Provincia, stagione, volume in ettolitri
- Bologna  (1990/91)  74,0
- Bologna  (1991/92)  38,5
- Ravenna  (1993/94)  225,54